# Cratere Kuksu
Kuksu è un cratere sulla superficie di Rea.